# Endasys santacruzensis
Endasys santacruzensis är en stekelart som beskrevs av Luhman 1990. Endasys santacruzensis ingår i släktet Endasys och familjen brokparasitsteklar. Inga underarter finns listade i Catalogue of Life.